# 国道458号
国道458号（こくどう458ごう）は、山形県新庄市から上山市に至る一般国道である。

## 概要
山形県新庄市の市街地を走る国道13号分岐点である五日町交差点から、寒河江市や山形市を経て、上山市で国道13号に再び接続する山形県内の一般国道路線である。盆地を走る国道13号とは西側で南北に延びるように並行しており、月山がある出羽山地の十部一峠越えの丘陵地や山裾を走り、鮭川村・大蔵村・大江町・山辺町の各役場付近を通過する。国道47号（新庄市）・国道112号（寒河江市）との重用区間を除いた実延長区間（110.5 km）は指定区間外に区分されており、山形県が管理する。
日本国内では唯一、本線に車両通行可能な未舗装路（ダート）区間を残す国道として知られていたが、大雨災害からの復旧を期に、2021年（令和3年）年から通年通行止めのうえ、十分一峠の北側約8 kmの区間で舗装工事が行われている。同年度の冬季閉鎖の間にも工事が続けられ、2022年（令和4年）の冬季前の完成を予定している。

### 路線データ
一般国道の路線を指定する政令に基づく起終点および重要な経過地は次のとおり。
- 起点：新庄市（五日町、新庄市五日町交差点 = 国道13号交点）
- 終点：上山市（赤坂、東北中央自動車道 かみのやま温泉IC、国道13号上山バイパス交点）
- 重要な経由地：寒河江市、山形県西村山郡大江町、山形市（菅沢）
- 総延長 : 113.2 km（重用延長を含む。）[1][注釈 1]
- 重用延長 : 2.7 km[1][注釈 1]
- 未供用延長 : なし[1][注釈 1]
- 実延長 : 110.5 km[1][注釈 1]
  - 現道 : 110.5 km[1][注釈 1]
  - 旧道 : なし[1][注釈 1]
  - 新道 : なし[1][注釈 1]
- 指定区間：国道47号、国道112号と重複する区間（新庄市大字本合海 - 本合海交差点、寒河江市・宮内交差点 - 寒河江市大字白岩）[6]
- 通行不能区間（大型車（6.0 t）以上）：山形県最上郡大蔵村大字南山 - 山形県寒河江市大字幸生字木戸口1544（29.5 km）
- 冬季閉鎖区間：同上

## 歴史
国道458号の十部一峠越えの道は、もともと日本三大銅山のひとつに数えられた永松銅山へ向かうために切り拓かれたものである。江戸時代、十部一峠の番所では外部の商人から商品の代銀の10分の1を通行料として徴収することが行われていて、松永銅山へ入る外部商人は新庄藩に「十部一役」を前納しなければならなかった。永松銅山で働く労働者は最盛期には約300人に上ったが、1961年（昭和36年）に閉山すると、この道も次第に寂れていった。
1993年（平成5年）に、一般国道458号に指定された。国道に指定された経緯は、当時国道が通っていない山形県内の各自治体が集まって、この道の国道昇格を請願したためだといわれている。これを顕著に物語るのは国道458号の経路で、新庄市から鮭川村の村役場付近で鋭角にターンし、南の大蔵村へ向かうという奇妙なルートをたどっている。

### 年表
- 1993年（平成5年）4月1日 - 一般国道458号（山形県新庄市 - 上山市）として指定。

## 路線状況
起点・新庄市から鮭川村を経て、大蔵村大字南山の肘折温泉までは道路はよく整備されている。
肘折温泉付近を境に南は道幅は急激に狭くなり、大蔵村肘折から寒河江市の境界をなす十部一峠以北までの区間は、現在の国道で唯一、車両通行可能な未舗装区間と言われている。未舗装路は急カーブもあり、幅員は自動車1台分ほどですれ違い困難なほど狭く、ガードレールはないが、路面が平らになるように整備が行き届いているため凹凸は少なく、比較的走りやすい。また、ダート区間の合間に部分的に舗装された区間も点在するが、舗装面の痛みが激しいところもあり路面に凹凸がある。ダート区間の途中にはゲートがあり、冬期は通行止めである。このダート区間は山形盆地側に国道13号・国道347号が並走しているところで、比較的交通需要が少なく、豪雪地帯であるため冬期閉鎖の期間も長いことから現在に至るまで未舗装のままになっているが、カーブが厳しいところから舗装化が行われていて、徐々に舗装改良工事は進められている。十部一峠あたりは道幅が1車線しかないが、舗装はされている。しばしば土砂崩れなどで通行止めになることもあり、酷道としてマニアの間では有名となっている。
2車線に満たない区間が多いなか、国道112号・宮内交差点から中山町土橋の旧道との交差点までの区間、山形市・山辺町・上山市は、2車線の道路が続く。
大江町左沢（あてらざわ）から山辺町山辺に至る区間には、住宅街の合間を通る1 - 1.5車線の隘路がたびたび現れる。山辺町市街地では、国道本線のルートが右左折を繰り返し、それを示す案内標識設置されていない交差点もある。以前は寒河江市大字平塩地内の山形県道26号寒河江西川線分岐からは、あぜ道のような狭く細い道路のところが国道458号に指定されていた。

### バイパス
- 本合海バイパス
- 長谷堂バイパス

### 重複区間
- 国道47号（新庄市大字本合海 - 新庄市・本合海交差点）
- 国道112号（寒河江市大字宮内・宮内交差点 - 寒河江市大字白岩）

### 道路施設

#### トンネル
- 肘折トンネル（最上郡大蔵村大字南山）
- 長谷堂トンネル（山形市大字長谷堂 - 上山市久保手）

## 地理

### 通過する自治体
- 山形県
  - 新庄市 - 最上郡鮭川村 - 新庄市 - 最上郡大蔵村 - 寒河江市 - 西村山郡西川町 - 寒河江市 - 西村山郡大江町 - 寒河江市 - 東村山郡中山町 - 東村山郡山辺町 - 山形市 - 上山市

### 交差する道路
- 国道13号（新庄市・小月野交差点）
- 新庄古口道路・升形IC（新庄市升形）
- 国道47号（新庄市・長坂T字路）
- 国道47号（新庄市本合海）
- 国道112号（寒河江市・宮内交差点）
- 国道112号（寒河江市白岩）
- 国道287号（寒河江市中郷）
- 国道348号（山形市・本沢農協前）
- 国道13号、E13 東北中央自動車道・かみのやま温泉IC（上山市赤坂）

### 沿線
- 新庄市立新庄中学校（新庄市堀端町）
- 最上川（最上郡大蔵村、西村山郡大江町、寒河江市）
- 湯の台スキー場（最上郡大蔵村大字南山）
- 肘折温泉（最上郡大蔵村大字南山）
- 寒河江川（寒河江市 - 西村山郡西川町）
- 大江町役場（西村山郡大江町大字左沢）
- 荘内銀行・日新製薬スタジアムやまがた（東村山郡中山町長崎）
- 中山町立豊田小学校（東村山郡中山町土橋）
- 山形市立第八中学校（山形市大字村木沢）